# Tullio-Cianetti-Halle

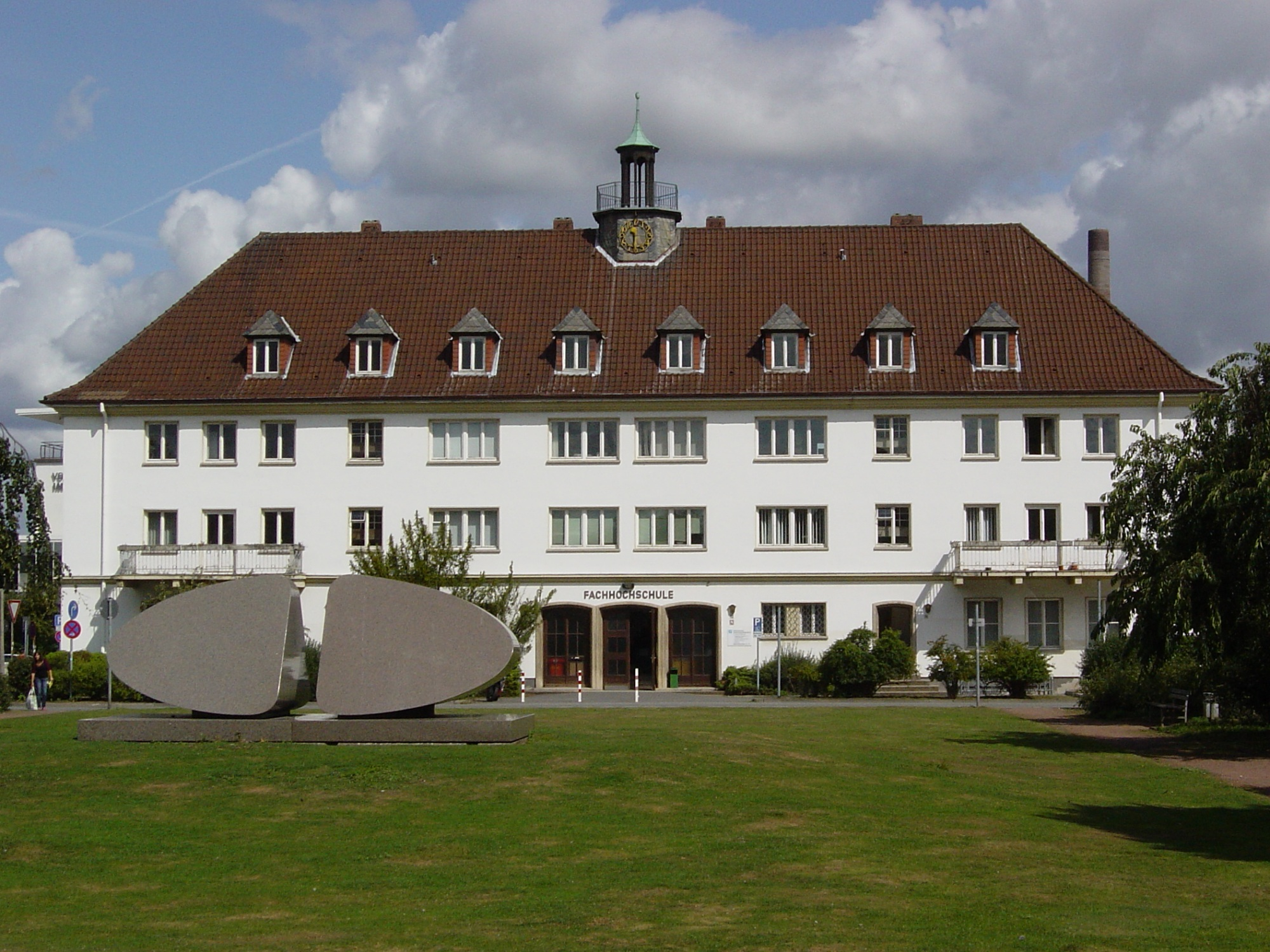
Der frühere Standort der Halle auf dem Robert-Koch-Platz mit einem 1950 errichtete Gebäude

Die Tullio-Cianetti-Halle war ein Saal- und Veranstaltungsgebäude in der Stadt des KdF-Wagens bei Fallersleben, dem heutigen Wolfsburg. Am 14. oder 15. Oktober 1938 wurde sie eingeweiht. In der Zeit des Nationalsozialismus wurde sie als Veranstaltungszentrum in der entstehenden Automobilstadt genutzt.

## Beschreibung
Die Halle, eigentlich ein Provisorium, war im Bereich des heutigen Robert-Koch-Platzes in Holzbauweise errichtet worden und bot Platz für fast 3000, nach anderer Quelle 5000 Besucher. Sie hatte eine Grundfläche von 73 × 40 Meter und eine Höhe von 26 Meter. Im Zusammenhang mit dem städtebaulichen Entwurf für die entstehende Auto-Industriestadt Wolfsburg diente sie als Maßstab und Leitbild für weitere Projekte. Die Halle wurde für kulturelle Zwecke (z. B. Film- und Theatervorführungen) und Sportveranstaltungen ebenso genutzt, wie für die zahlreichen Agitations- und Parteiveranstaltungen der NSDAP. Besondere Merkmale waren neben ihrer Größe ein in einem Zahnradkranz angeordnetes großes Hakenkreuz (Symbol der NS-Industriearbeiterschaft) am Giebel der Hauptfassade.

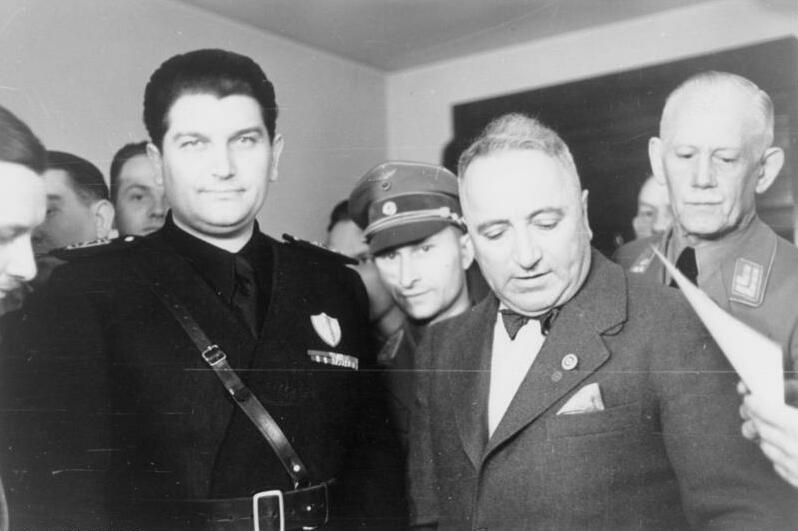
Tullio Cianetti (in schwarzer Uniform) und Robert Ley bei einem Treffen im September 1933

Namensgeber war der Italiener Tullio Cianetti (1899–1976), der seit den 1920er Jahren in seiner Heimat als Gewerkschaftsvertreter aktiv war. Er machte unter Benito Mussolini eine Parteikarriere und verhandelte 1937 als Präsident des italienischen Industriearbeiterverbandes mit Robert Ley über eine Entsendung von italienischen Facharbeitern in das Deutsche Reichsgebiet.
Das Gebäude überstand die alliierten Bombenangriffe auf das nahegelegene Volkswagenwerk im Jahre 1944. Am 9. April 1945 fand die letzte Filmvorführung statt, am 11. April 1945 wurde die Stadt von US-amerikanischen Truppen besetzt. Die Halle wurde jedoch am 7. Mai 1945 – einen Tag vor offiziellem Kriegsende – durch einen Großbrand zerstört. Der Brandstifter blieb unbekannt.
Nach 1945 wurde die Fläche, auf der die Halle stand, überwiegend als Grünfläche gestaltet und als Robert-Koch-Platz bezeichnet. Ungefähr im nördlichen Bereich der ehemaligen Tullio-Cianetti-Halle wurde 1950 das Gebäude für die Betriebskrankenkasse des Volkswagenwerkes erbaut. Heute wird es von der Fachhochschule Ostfalia genutzt.